# Rosenhagen (Adelsgeschlecht)

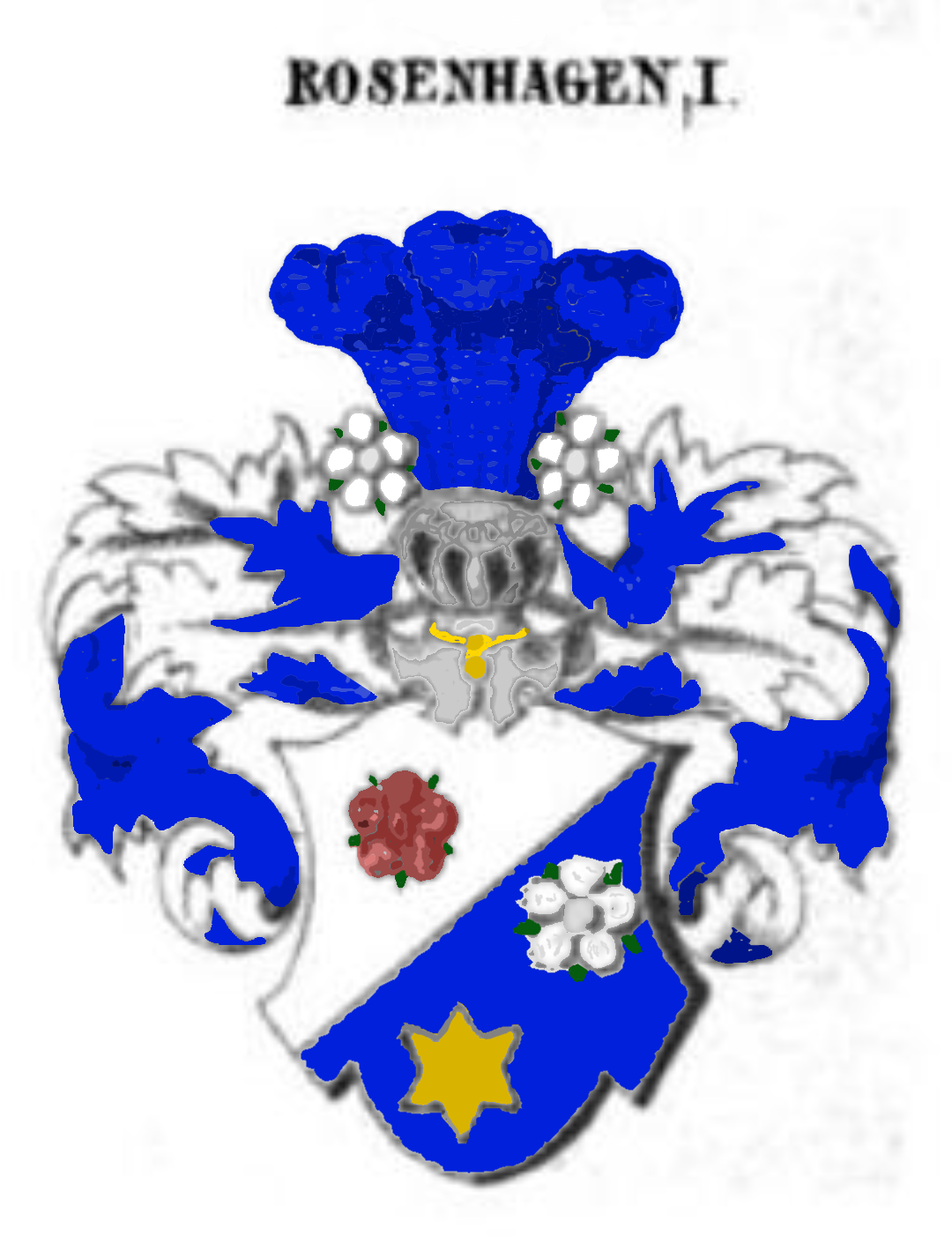
Wappen des Adelsgeschlecht Rosenhagen

Rosenhagen, auch Rosenhain/Rosenhayn, war ein altes oberlausitzisches Adelsgeschlecht, das schon Ende des 14. Jahrhunderts nachweisbar ist. Nach Hermann Knothe stammt ihr zeitweiliger Name Rosenhain vom Dorf Rosenhain in Löbau.

## Geschichte
Die Geschichte beginnt bei Luthold und Heinrich von Rosenhagen, die 1397 wegen ihrer Unterstützung eines Mordes von der Stadt Görlitz geächtet wurden. 1410 war ein Hans v. Rosenhagen „Schöppe im Mannengericht“ in Görlitz. Siegsmund von Rosenhagen führte um 1429 einen Raub mit Caspar von Notenhof durch. Christoph von Rosenhagen wurde 1440 Domherr in Meißen und dann Probst zu Großenhain.
Ludwig von Rosenhagen auf Trauschwitz (südlich von Nostitz) verkaufte 1533 einige Großschweidnitzer (südwestlich von Löbau) Bauern an den Rat von Löbau. 1540 erwarb er von Heinrich von Gersdorff einen Teil der kleinen Stadt Ruhland und die nahen Dörfern Grünewald (südöstlich), Jannowitz (südlich) und Biehlen (nordöstlich). Im Gegenzug erwarb Erasmus von Gersdorf 1541 Ludwigs Güter in Trauschwitz und drei Bauern in Rosenhain.
Ludwigs vier Söhne Ludwig, Heinrich, Siegmund und Christoph wurden im Jahr 1550 mit den letztgenannten väterlichen Gütern belehnt.
Christoph war verheiratet mit Ludmilla von Krahe. Der Ehe entspross Martha (* 1576; gest. 1629), Heinrich und Ludwig. Martha wurde zu einem „hochadeligen gelehrten oberlausitzischen Frauenzimmer“ gerechnet. Sie heiratete Christoph von Gersdorf.